# Hallett, South Australia
Hallett är en ort i Australien. Den ligger i kommunen Goyder och delstaten South Australia, omkring 170 kilometer norr om delstatshuvudstaden Adelaide. Antalet invånare är 210.
Trakten runt Hallett är nära nog obefolkad, med mindre än två invånare per kvadratkilometer..
Trakten runt Hallett består till största delen av jordbruksmark. Genomsnittlig årsnederbörd är 472 millimeter. Den regnigaste månaden är maj, med i genomsnitt 72 mm nederbörd, och den torraste är december, med 12 mm nederbörd.